# IC 294
IC 294 = IC 295 = IC 296 = IC 1889 ist eine Balken-Spiralgalaxie vom Hubble-Typ SBb im Sternbild Perseus am Nordsternhimmel. Sie ist schätzungsweise 229 Millionen Lichtjahre von der Milchstraße entfernt und hat einen Durchmesser von etwa 140.000 Lichtjahren. Vom Sonnensystem aus entfernt sich die Galaxie mit einer errechneten Radialgeschwindigkeit von näherungsweise 5.000 Kilometern pro Sekunde. 
Sie ist Teil der 54 Mitglieder starken Galaxiengruppe Lyons Groups of Galaxies LGG 88 um NGC 1275 herum. Im selben Himmelsareal befinden sich unter anderem die Galaxien NGC 1212, IC 1887, PGC 11815, PGC 11926.
Das Objekt wurde am 11. September 1888 vom US-amerikanischen Astronomen Lewis Swift entdeckt.